# Zachodniaje
Zachodniaje (biał. Заходняе, ros. Западное) – przystanek kolejowy w rejonie brzeskim, w obwodzie brzeskim, na Białorusi. Leży na linii Brześć – Białystok.